# Toon Kruijsen
Antonius Petrus Paulus (Toon) Kruijsen (Oosterhout, 29 juni 1916 – Boekel, 27 september 1974) was een Nederlands politicus van de KVP.
Hij werd geboren als zoon van Theodorus Bartholomeus Kruijsen (1875-1950) en Johanna Maria van Rijen (1881-1959). In 1933 begon hij als volontair bij de gemeente Heeswijk waar hij later ambtenaar ter secretarie zou worden. Hij maakte eind 1938 de overstap naar de gemeente Oudenbosch. Nog geen jaar later ging hij werken bij de gemeentesecretarie van Gilze en Rijen en in juni 1958 volgde hij daar A.J.M. Hoevenaars op als gemeentesecretaris. In 1970 werd Kruijsen benoemd tot burgemeester van Boekel maar tijdens dat burgemeesterschap overleed hij in 1974 op 58-jarige leeftijd. In Gilze is de 'Kruijsenstraat' naar hem vernoemd.